# Georg Przyrembel
Georg Przyrembel (Alta Silésia, 1885-São Paulo, 1956) foi um arquiteto polonês de destacada atuação no Brasil.
Przyrembel e estudou arquitetura na Alemanha. Chegou ao Brasil em 1912 ou 1913, estabelecendo-se em São Paulo. Estilisticamente, filiou-se à arquitetura eclética.[carece de fontes?]
Participou da Semana de Arte Moderna de 1922, na qual apresentou projetos em estilo neocolonial. Neste estilo projetou o novo convento e Basílica de Nossa Senhora do Carmo (inaugurado em 1934) na cidade de São Paulo. Projetou também o Palácio Boa Vista (1938), em Campos do Jordão, residência oficial dos governadores do estado de São Paulo, em um estilo medievalista.[carece de fontes?]